# Prasinocyma philocala
Prasinocyma philocala là một loài bướm đêm trong họ Geometridae.